# Wedi (ort)
Wedi är en ort i Indonesien.   Den ligger i provinsen Jawa Tengah, i den västra delen av landet, 400 km öster om huvudstaden Jakarta. Wedi ligger 148 meter över havet och antalet invånare är 55 300.
Terrängen runt Wedi är platt norrut, men söderut är den kuperad. Runt Wedi är det mycket tätbefolkat, med 1 632 invånare per kvadratkilometer. Närmaste större samhälle är Klaten, 5,1 km nordost om Wedi. Runt Wedi är det i huvudsak tätbebyggt.